# 17e étape du Tour de France 1994
Pour un article plus général, voir Tour de France 1994.
La 17e étape du Tour de France 1994 a lieu le 20 juillet 1994 entre la ville du Bourg-d'Oisans et la station de sports d'hiver de Val Thorens (commune de Saint-Martin-de-Belleville) sur une distance de 149 km. Elle est remportée par Nélson Rodríguez.

## Parcours
Partant du Bourg-d'Oisans, le parcours de l'étape voit s'enchaîner trois longues ascensions alpestres. Le col du Glandon, escaladé par sa face sud depuis Allemond, est classé en 1re catégorie, et permet d'accéder à la vallée de la Maurienne. Il est immédiatement suivi du col de la Madeleine, un autre classique du Tour de France, monté par son versant sud depuis La Chambre, également classé en 1re catégorie. Enfin, arrivée dans la vallée de la Tarentaise, l'étape se conclut sur une longue montée hors-catégorie de 33 kilomètres jusqu'à Val Thorens, au-dessus des Menuires
. C'est la première fois que cette station accueille le Tour de France, pour une arrivée qui est donc inédite. Deux sprints intermédiaires sont disputés à Allemond et à La Léchère.

## La course
Le début d'étape est calme, et l'ascension du col du Glandon escamotée par les coureurs. Toutefois, dans la courte descente qui suit le Rivier d'Allemont, Marco Pantani chute et se blesse au genou droit. Proche de l'abandon, craignant une fracture, il est finalement rassuré par Gérard Porte, le médecin du Tour, et par son directeur sportif Davide Boifava, puis revient au sein du peloton avec l'aide de ses équipiers,,.
La course se déclenche dès les premières rampes du col de la Madeleine. Deux coureurs de la Gewiss-Ballan se portent à l'avant : Piotr Ugrumov, neuvième du classement général, et Bjarne Riis, accompagnés de Nélson Rodríguez. Au sommet, le trio compte un peu plus d'une minute d'avance sur le groupe maillot jaune, secoué durant l'ascension par des attaques de Luc Leblanc, Richard Virenque et de Pantani, annihilées par Miguel Indurain. Adoptant un rythme plus lent dans la descente et dans le début de l'ascension vers Val Thorens, le groupe des favoris laisse champ libre aux échappés, qui creusent l'écart. Riis, qui a assuré l'essentiel du travail, craque rapidement et laisse filer Ugrumov et Rodríguez,. Sur ordre de son directeur sportif, ce dernier ne prend aucun relais, sous prétexte qu'Ugrumov joue le classement général, et provoque la colère du coureur letton qui l'invective. À l'arrivée, beaucoup plus frais, il s'impose facilement au sprint, Ugrumov devant se contenter d'une remontée au général. Sixième du Tour d'Italie quelques semaines plus tôt, « Cacaíto » Rodríguez remporte l'unique victoire européenne d'une carrière essentiellement disputée en Amérique du Sud, le jour de la fête nationale colombienne,,.
Derrière eux, Pantani attaque une nouvelle fois, et distance les autres coureurs du groupe maillot jaune. Encore une fois parti à contretemps pour la victoire d'étape, il échoue à un peu plus d'une minute de Rodríguez et Ugrumov, mais en profite pour passer Leblanc au classement général et s'installe à la troisième place, à 50 secondes de Virenque. L'étape est en revanche fatale aux ambitions d'Armand de Las Cuevas, quatrième du classement général le matin mais victime d'une bronchite, et relégué à plus de 20 minutes à l'arrivée. Enfin, pas moins de 68 coureurs sont repêchés par les commissaires de course alors qu'ils étaient arrivés hors-délais à Val Thorens, dont le maillot vert Djamolidine Abdoujaparov,.

## Classement de l'étape
| Classement de la 17e étape | Classement de la 17e étape | Classement de la 17e étape | Classement de la 17e étape | Classement de la 17e étape |
|                            | Coureur                    | Pays                       | Équipe                     | Temps                      |
| -------------------------- | -------------------------- | -------------------------- | -------------------------- | -------------------------- |
| 1er                        | Nélson Rodríguez           | Colombie                   | ZG Mobili-Selle Italia     | en 5 h 13 min 52 s         |
| 2e                         | Piotr Ugrumov              | Lettonie                   | Gewiss-Ballan              | + 3 s                      |
| 3e                         | Marco Pantani              | Italie                     | Carrera-Tassoni            | + 1 min 8 s                |
| 4e                         | Richard Virenque           | France                     | Festina-Lotus              | + 2 min 37 s               |
| 5e                         | Miguel Indurain            | Espagne                    | Banesto                    | + 2 min 37 s               |
| 6e                         | Alex Zülle                 | Suisse                     | ONCE                       | + 2 min 37 s               |
| 7e                         | Luc Leblanc                | France                     | Festina-Lotus              | + 2 min 40 s               |
| 8e                         | Roberto Conti              | Italie                     | Lampre-Panaria             | + 2 min 44 s               |
| 9e                         | Hernán Buenahora           | Colombie                   | Kelme-Avianca-Gios         | + 2 min 45 s               |
| 10e                        | Udo Bölts                  | Allemagne                  | Telekom-Merckx             | + 2 min 52 s               |
| modifier                   |                            |                            |                            |                            |

## Classement général
| Classement général après la 17e étape | Classement général après la 17e étape | Classement général après la 17e étape | Classement général après la 17e étape | Classement général après la 17e étape |
|                                       | Coureur                               | Pays                                  | Équipe                                | Temps                                 |
| ------------------------------------- | ------------------------------------- | ------------------------------------- | ------------------------------------- | ------------------------------------- |
| 1er                                   | Miguel Indurain                       | Espagne                               | Banesto                               | en 86 h 42 min 45 s                   |
| 2e                                    | Richard Virenque                      | France                                | Festina-Lotus                         | + 7 min 21 s                          |
| 3e                                    | Marco Pantani                         | Italie                                | Carrera-Tassoni                       | + 8 min 11 s                          |
| 4e                                    | Luc Leblanc                           | France                                | Festina-Lotus                         | + 8 min 38 s                          |
| 5e                                    | Roberto Conti                         | Italie                                | Lampre-Panaria                        | + 10 min 4 s                          |
| 6e                                    | Piotr Ugrumov                         | Lettonie                              | Gewiss-Ballan                         | + 11 min 34 s                         |
| 7e                                    | Alberto Elli                          | Italie                                | GB-MG Boys Maglificio                 | + 14 min 12 s                         |
| 8e                                    | Alex Zülle                            | Suisse                                | ONCE                                  | + 16 min 44 s                         |
| 9e                                    | Udo Bölts                             | Allemagne                             | Telekom-Merckx                        | + 18 min 55 s                         |
| 10e                                   | Vladimir Poulnikov                    | Ukraine                               | Carrera-Tassoni                       | + 19 min 15 s                         |
| modifier                              |                                       |                                       |                                       |                                       |

## Classements annexes

### Classement par points
| Classement par points | Classement par points    | Classement par points | Classement par points   | Classement par points |
| --------------------- | ------------------------ | --------------------- | ----------------------- | --------------------- |
|                       | Coureur                  | Pays                  | Équipe                  | Point(s)              |
| 1er                   | Djamolidine Abdoujaparov | Ouzbékistan           | Polti-Vaporetto         | 277 points            |
| 2e                    | Silvio Martinello        | Italie                | Mercatone Uno-Medeghini | 225 pts               |
| 3e                    | Ján Svorada              | Slovaquie             | Lampre-Panaria          | 199 pts               |
| modifier              |                          |                       |                         |                       |

### Classement du meilleur grimpeur
| Classement du meilleur grimpeur | Classement du meilleur grimpeur | Classement du meilleur grimpeur | Classement du meilleur grimpeur | Classement du meilleur grimpeur |
| ------------------------------- | ------------------------------- | ------------------------------- | ------------------------------- | ------------------------------- |
|                                 | Coureur                         | Pays                            | Équipe                          | Point(s)                        |
| 1er                             | Richard Virenque                | France                          | Festina-Lotus                   | 327 points                      |
| 2e                              | Marco Pantani                   | Italie                          | Carrera-Tassoni                 | 177 pts                         |
| 3e                              | Nélson Rodríguez                | Colombie                        | ZG Mobili-Selle Italia          | 142 pts                         |
| modifier                        |                                 |                                 |                                 |                                 |

### Classement du meilleur jeune
| Classement général du meilleur jeune | Classement général du meilleur jeune | Classement général du meilleur jeune | Classement général du meilleur jeune | Classement général du meilleur jeune |
|                                      | Coureur                              | Pays                                 | Équipe                               | Temps                                |
| ------------------------------------ | ------------------------------------ | ------------------------------------ | ------------------------------------ | ------------------------------------ |
| 1er                                  | Richard Virenque                     | France                               | Festina-Lotus                        | en 86 h 50 min 6 s                   |
| 2e                                   | Marco Pantani                        | Italie                               | Carrera-Tassoni                      | + 50 s                               |
| 3e                                   | Bo Hamburger                         | Danemark                             | TVM-Bison Kit                        | + 5 min 52 s                         |
| modifier                             |                                      |                                      |                                      |                                      |

### Classement par équipes
| Classement par équipes | Classement par équipes | Classement par équipes | Classement par équipes |
|                        | Équipe                 | Pays                   | Temps                  |
| ---------------------- | ---------------------- | ---------------------- | ---------------------- |
| 1re                    | Festina-Lotus          | France                 | en 260 h 31 min 31 s   |
| 2e                     | Mapei-CLAS             | Italie                 | + 37 min 22 s          |
| 3e                     | Banesto                | Espagne                | + 41 min 1 s           |
| modifier               |                        |                        |                        |